# برواناینگن
شهر برواناینگن در ایالت بادن-وورتمبرگ در کشور آلمان واقع شده است.